# شيريل كرين
شيريل كرين (بالإنجليزية: Cheryl Crane)‏ هي كاتِبة أمريكية، ولدت في 25 يوليو 1943 في لوس أنجلوس في الولايات المتحدة.

## وصلات خارجية
- شيريل كرين على موقع IMDb (الإنجليزية)